# Cañón Poudre
El Cañón Poudre (en inglés: Poudre Canyon) es un estrecho cañón verde, de aproximadamente 64 kilómetros de largo, en la parte superior del Río Cache la Poudre (llamado el "Poudre" para acortar su nombre y que los lugareños lo pronuncian como "Pooder") en el condado de Larimer, en el estado de Colorado al oeste de los Estados Unidos.
El cañón es un valle glaciar formado por las estribaciones de la Cordillera Frontal de las Montañas Rocosas al noroeste del Fuerte Collins. 
El cañón comienza en el norte de parque nacional de las Montañas Rocosas, a una altitud de aproximadamente 9000 pies, donde el Poudre desciende cerca de la divisoria continental.